# Vyhoda
Vyhoda (ukrainien : Вигода) est une commune urbaine de l'oblast d'Ivano-Frankivsk, en Ukraine. Elle compte 2 283 habitants en 2021, 1990 habitants en 2025.